# تود كانتويل
تود كانتويل (بالهولندية: Todd Cantwell؛ بالإنجليزية: Todd Cantwell) هو لاعب كرة قدم بريطاني وهولندي، ولد في 27 فبراير 1998 في Dereham ‏ في المملكة المتحدة. لعب مع نورويتش سيتي.

## وصلات خارجية
- تود كانتويل على موقع قاعدة بيانات كرة القدم.إي يو (الإنجليزية)
- تود كانتويل على موقع Soccerbase.com (لاعب) (الإنجليزية)
- تود كانتويل على موقع Soccerway.com (الإنجليزية)
- تود كانتويل على موقع عالم كرة القدم.نت (الإنجليزية)